# 帶廣志
帶廣志（1959年9月16日—2014年8月3日），北海道帶廣市出生，是一名日本漫畫家、插畫家，另以本能猛的名義繪畫成人向漫畫。逝世於相模原市。另有一位同名主持人（1957年4月28日生、本名：松葉邦雄）

## 生平
成長於神奈川縣，1978年在日本デザイナー学院學習漫畫，畢業。是社団法人日本漫画家協会会員之一，已結婚。1979年在アニメーション美術会社工作。1980年搬家到埼玉県新座市。1982年集英社在月刊少年Jump增刊他的作品小王子出道。作品在各大出版社均有出版。集英社、秋田書店以少年向漫畫為主。小学館、講談社以兒童向漫畫為主。其中，又以大盜五右衛門系列最為出名並長期連載。
此外，最得意的是鋼彈的CG繪製和3DCG合成。
2014年8月2日下午，突然腦幹出血緊急急救。手術直到8月3日早上7點40分、仍無法救回，滿五十四歲歿。

## 外部連結
博客來:帶廣志